# بیزی‌باکس
بیزی‌باکس (به انگلیسی: BusyBox) یک بسته نرم‌افزاریست که چندین ابزار یونیکسی را به صورت ساده شده و تقلیل‌یافته و در قالب یک فایل اجرایی فراهم می‌کند. این برنامه بر روی چندین سیستم‌عامل سازگار با استاندارد پازیکس از جمله لینوکس (و اندروید)، فری‌بی‌اس‌دی و دیگر محیط‌ها همانند هسته‌های انحصاری اجرا می‌شود، هرچند که بسیاری از ابزارهایی که در این بسته گنجانده شده، تنها برای کار کردن با رابط‌های لینوکسی طراحی شده‌اند. این بسته‌نرم‌افزاری به خصوص برای سامانه‌های توکاری که منابع محدودی دارند طراحی شده‌است. نویسنده این برنامه، لقب «چاقوی ارتشی سوئیسی برای لینوکس‌های توکار» را به این برنامه داده‌است، چرا که تنها یک فایل اجرایی، به تنهایی کار بیش از ۳۰۰ دستور مختلف را انجام می‌دهد. این برنامه به صورت یک نرم‌افزار آزاد تحت پروانه جی‌پی‌ال منتشر می‌شود.

## تاریخچه
توسعه بیزی‌باکس در سال ۱۹۹۵ توسط «بروس پرنز» آغاز و در سال ۱۹۹۶ طبق اعلام بروس توسعه آن پایان یافت. هدف از توسعه بیزی‌باکس در ابتدا ساخت سیستمی راه‌انداز و قابل قرارگیری بر روی فلاپی دیسک‌ها بود تا بتوانند از آن هم به عنوان دیسک نجات و هم به عنوان نصاب توزیع دبیان استفاده کنند. بروس پرنز پس از اتمام پروژه در سال ۱۹۹۶ توسعه بیزی‌باکس را رها کرد، اما پروژه‌های منشعب شده از آن توسط «انریکه زَناردی» (برای دبین) و «دیو سینِج» (برای پروژه روتر لینوکس) ادامه داشت.
نهایتاً در سال ۱۹۹۸ «اریک اندرسون» با یکپارچه‌سازی پروژه‌های «انریکه زناردی» و «دیو سینج»، ایجاد وبگاه، مخزن و لیست پست الکترونیکی، پروژه جدید بیزی‌باکس را کلید زد. هدف این پروژه جدید، ایجاد پکیجی از ابزارهای چند منظوره برای سامانه‌های توکار بود. توسعه پروژه جدید بیزی‌باکس تا به امروز به‌طور پیوسته و فعال ادامه دارد.